# Gœrsdorf
Pour l’article ayant un titre homophone, voir Görsdorf.
Gœrsdorf (Gerschdorf en alsacien, Görsdorf en allemand) est une commune française située dans la circonscription administrative du Bas-Rhin et, depuis le 1er janvier 2021, dans le territoire de la Collectivité européenne d'Alsace, en région Grand Est.
Cette commune se trouve dans la région historique et culturelle d'Alsace.
La commune fusionne avec le village de Mitschdorf (commune associée) le 1er janvier 1973.

## Géographie

### Localisation
La commune est située à 2,7 km de Woerth, 9,3 de Reichshoffen et 12,2 de Niederbronn-les-Bains.
Le territoire de la commune est limitrophe de ceux de cinq communes :
| Langensoultzbach | Lembach               |             |
| Wœrth            | Goersdorf             | Preuschdorf |
|                  | Dieffenbach-lès-Wœrth |             |

### Géologie et relief
La commune se compose de 41,42 hectares de territoires artificialisés (3,14 %), 610,33 hectares de territoires agricoles (46,31 %) et 666,36 hectares de forêts et milieux semi-naturels (50,56 %).
Espaces naturels :
- Trois espaces protégés hors Natura 2000 Vosges du Nord :

Réserve de Biosphère, zone tampon,
Réserve de Biosphère, zone de transition,
Parc naturel régional.
- Un espace protégé Natura 2000 :

La Sauer et ses affluents.
- Une zone naturelle d'intérêt écologique, faunistique et floristique (Znieff) :

Vallées de la Sauer et de ses affluents.
Goersdorf fait partie du parc naturel régional des Vosges du Nord.

### Hydrographie et les eaux souterraines
Hydrogéologie et climatologie : Système d’information pour la gestion de l’Aquifère rhénan, par le BRGM :
Territoire communal : Occupation du sol (Corinne Land Cover); Cours d'eau (BD Carthage),
Géologie : Carte géologique; Coupes géologiques et techniques,
Hydrogéologie : Masses d'eau souterraine; BD Lisa; Cartes piézométriques,
 Formations géologiques du territoire communal présentes à l'affleurement ou en subsurface.
La commune est dans le bassin versant du Rhin au sein du bassin Rhin-Meuse. Elle est drainée par la Sauer, le ruisseau le Seltzbach, le ruisseau le Erdbachgraben, le ruisseau le Sauermattgraben et le ruisseau le Verlorenerbach,.
La Sauer, d'une longueur de 64 km, prend sa source dans la commune de Lembach et se jette  dans le Rhin en rive gauche à Munchhausen, après avoir traversé 19 communes. 
Le Seltzbach, d'une longueur de 33 km, prend sa source dans la commune  et se jette  dans la Sauer à Seltz, après avoir traversé 14 communes. Cette rivière est considérée comme frontière linguistique entre l'influence alamane au sud et celle francique au nord.

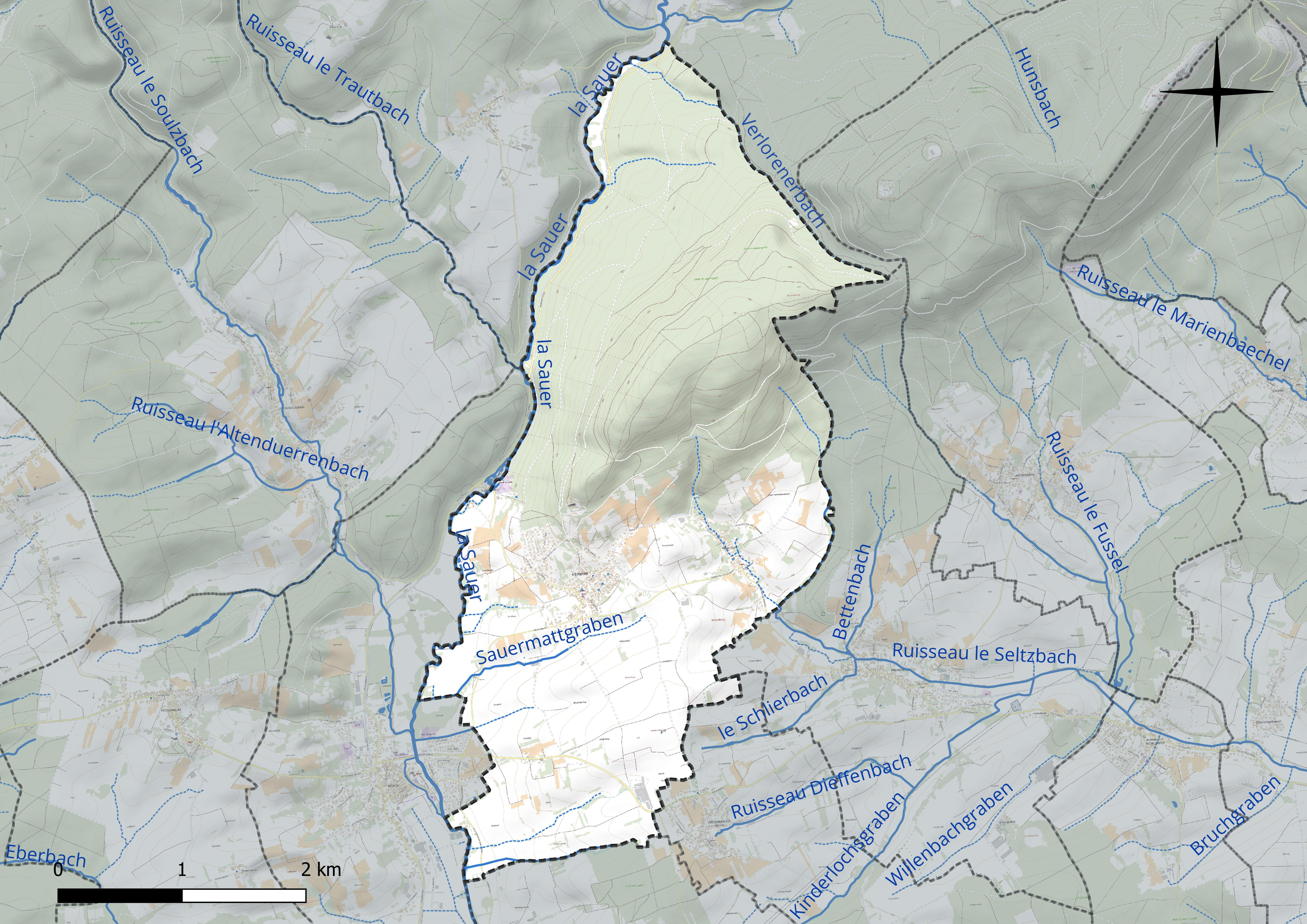
Réseau hydrographique de Goersdorf.

### Climat
Pour des articles plus généraux, voir Climat du Grand Est et Climat du Bas-Rhin.
En 2010, le climat de la commune est de type climat des marges montargnardes, selon une étude du Centre national de la recherche scientifique s'appuyant sur une série de données couvrant la période 1971-2000. En 2020, Météo-France publie une typologie des climats de la France métropolitaine dans laquelle la commune est exposée à un climat semi-continental et est dans la région climatique  Vosges, caractérisée par une pluviométrie très élevée (1 500 à 2 000 mm/an) en toutes saisons et un hiver rude (moins de 1 °C). 
Pour la période 1971-2000, la température annuelle moyenne est de 10,3 °C, avec une amplitude thermique annuelle de 17,7 °C. Le cumul annuel moyen de précipitations est de 859 mm, avec 11,1 jours de précipitations en janvier et 10,4 jours en juillet. Pour la période 1991-2020, la température moyenne annuelle observée sur la station météorologique de Météo-France la plus proche, « Preuschdorf », sur la commune de Preuschdorf à 2 km à vol d'oiseau, est de 11,3 °C et le cumul annuel moyen de précipitations est de 834,2 mm. 
La température maximale relevée sur cette station est de 39,8 °C, atteinte le 4 juillet 2015 ; la température minimale est de −19,9 °C, atteinte le 8 janvier 1985,,. 
Les paramètres climatiques de la commune ont été estimés pour le milieu du siècle (2041-2070) selon différents scénarios d'émission de gaz à effet de serre à partir des nouvelles projections climatiques de référence DRIAS-2020. Ils sont consultables sur un site dédié publié par Météo-France en novembre 2022.

## Urbanisme

### Typologie
Au 1er janvier 2024, Gœrsdorf est catégorisée bourg rural, selon la nouvelle grille communale de densité à sept niveaux définie par l'Insee en 2022.
Elle est située hors unité urbaine et hors attraction des villes,.

### Occupation des sols

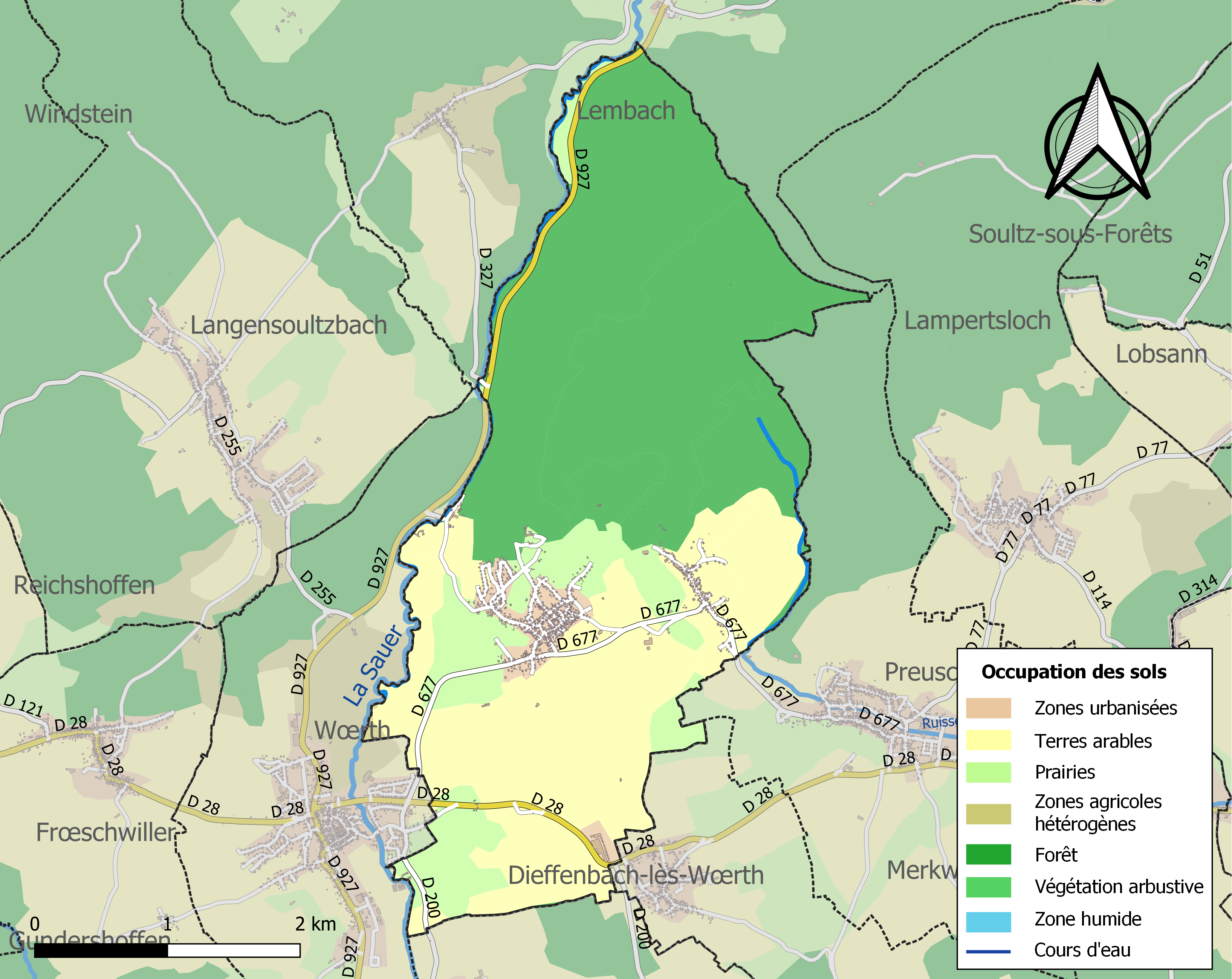
Carte des infrastructures et de l'occupation des sols de la commune en 2018 (CLC).

L'occupation des sols de la commune, telle qu'elle ressort de la base de données européenne d’occupation biophysique des sols Corine Land Cover (CLC), est marquée par l'importance des forêts et milieux semi-naturels (50,8 % en 2018), une proportion sensiblement équivalente à celle de 1990 (50,7 %). La répartition détaillée en 2018 est la suivante : 
forêts (50,8 %), terres arables (27,3 %), prairies (13,2 %), cultures permanentes (5,5 %), zones urbanisées (3,1 %), zones agricoles hétérogènes (0,1 %).
L'IGN met par ailleurs à disposition un outil en ligne permettant de comparer l’évolution dans le temps de l’occupation des sols de la commune (ou de territoires à des échelles différentes). Plusieurs époques sont accessibles sous forme de cartes ou photos aériennes : la carte de Cassini (XVIIIe siècle), la carte d'état-major (1820-1866) et la période actuelle (1950 à aujourd'hui).

### Voies de communications et transports

#### Voies routières
- D 200 depuis Oberdorf-Spachbach, Mitschdorf, Merckwiller-Péchelbronn[26].

#### Transports en commun

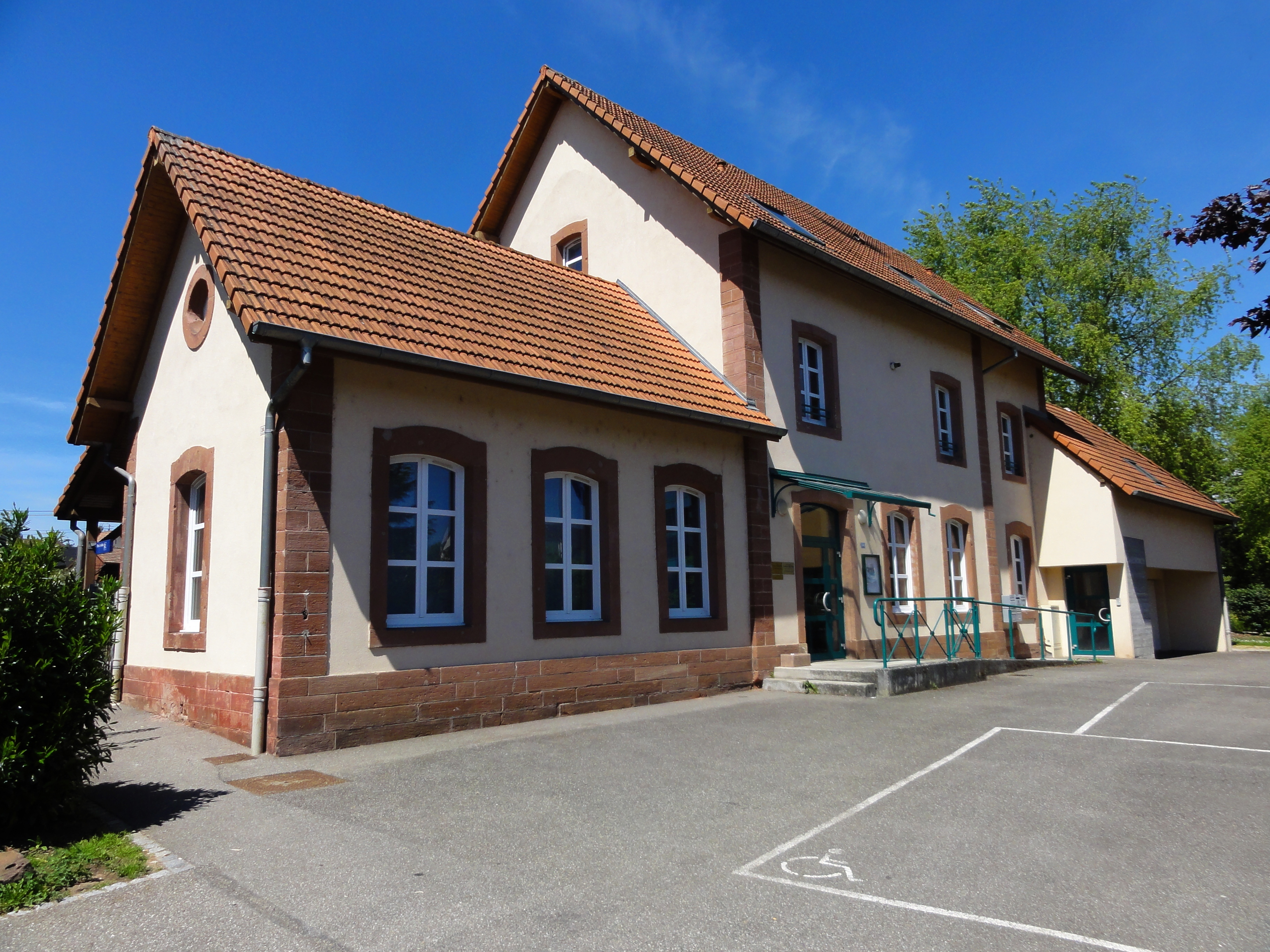
Gare de Gundershoffen.

- Transports en Alsace.
- Fluo Grand Est.

#### SNCF
- Gare de Gundershoffen
- Gare de Haguenau

### Risques naturels et technologiques
Commune située dans une zone de sismicité modérée.

## Toponymie
Étymologie

## Histoire
Fortifications d'agglomération de 1335.
Dalle funéraire d'un membre de la famille Prechter (une des grandes familles de marchands strasbourgeois,) dans l'église paroissiale Saint-Martin, actuellement temple.
Le Liebfrauenberg (« mont de Notre Dame bien-aimée ») devient au début du christianisme un lieu de pèlerinage consacré à la Vierge Marie.

## Politique et administration

### Élections municipales et communautaires

#### Liste des maires
| Période                                  | Période  | Identité       | Étiquette | Qualité                             |
| ---------------------------------------- | -------- | -------------- | --------- | ----------------------------------- |
| Les données manquantes sont à compléter. |          |                |           |                                     |
| 2008                                     | 2014     | Étienne Martin |           |                                     |
| mars 2014                                | mai 2020 | Franck Schnepp |           |                                     |
| mai 2020                                 | En cours | Freddy Cuntz   |           | Professeur, profession scientifique |

### Budget et fiscalité 2023
En 2023, le budget de la commune était constitué ainsi :
- total des produits de fonctionnement : 785 000 €, soit 723 € par habitant ;
- total des charges de fonctionnement : 645 000 €, soit 595 € par habitant ;
- total des ressources d'investissement : 202 000 €, soit 186 € par habitant ;
- total des emplois d'investissement : 161 000 €, soit 148 € par habitant ;
- endettement : 425 000 €, soit 392 € par habitant.

Avec les taux de fiscalité suivants :
- taxe d'habitation : 9,01 % ;
- taxe foncière sur les propriétés bâties : 26,89 % ;
- taxe foncière sur les propriétés non bâties : 69,76 % ;
- taxe additionnelle à la taxe foncière sur les propriétés non bâties : 0,00 % ;
- cotisation foncière des entreprises : 0,00 %.

Chiffres clés Revenus et pauvreté des ménages en 2021 : médiane en 2021 du revenu disponible, par unité de consommation : 24 700 €.

## Équipements et services publics

### Enseignement
Établissements d'enseignements :
- Écoles maternelles et primaires à Gœrsdorf[38],[39], Preuschdorf, Dieffenbach-lès-Wœrth, Wœrth, Lampertsloch,
- Collèges à Wœrth, Walbourg, Reichshoffen, Soultz-sous-Forêts, Niederbronn-les-Bains,
- Lycées à Walbourg, Haguenau, Wissembourg.

### Santé
Professionnels et établissements de santé :
- - Médecins à Goersdorf, Woerth, Merkwiller-Pechelbronn, Durrenbach, Lembach, Lampertsloch.
- Pharmacies à Woerth, Merkwiller-Pechelbronn, Lembach, Morsbronn-les-Bains,
- Hôpitaux à Goersdorf, Lobsann, Niederbronn-les-Bains.

## Population et société

### Démographie

#### Évolution démographique
L'évolution du nombre d'habitants est connue à travers les recensements de la population effectués dans la commune depuis 1793. Pour les communes de moins de 10 000 habitants, une enquête de recensement portant sur toute la population est réalisée tous les cinq ans, les populations de référence des années intermédiaires étant quant à elles estimées par interpolation ou extrapolation. Pour la commune, le premier recensement exhaustif entrant dans le cadre du nouveau dispositif a été réalisé en 2004.

En 2022, la commune comptait 1 054 habitants, en évolution de −2,23 % par rapport à 2016 (Bas-Rhin : +3,17 %, France hors Mayotte : +2,11 %).
| 1793 | 1800 | 1806 | 1821 | 1831  | 1836  | 1841  | 1846  | 1851  |
| ---- | ---- | ---- | ---- | ----- | ----- | ----- | ----- | ----- |
| 516  | 745  | 811  | 979  | 1 107 | 1 106 | 1 062 | 1 113 | 1 061 |

| 1856 | 1861 | 1866 | 1871 | 1875 | 1880 | 1885 | 1890 | 1895 |
| ---- | ---- | ---- | ---- | ---- | ---- | ---- | ---- | ---- |
| 979  | 999  | 970  | 964  | 888  | 840  | 799  | 748  | 733  |

| 1900 | 1905 | 1910 | 1921 | 1926 | 1931 | 1936 | 1946 | 1954 |
| ---- | ---- | ---- | ---- | ---- | ---- | ---- | ---- | ---- |
| 690  | 653  | 629  | 701  | 702  | 692  | 714  | 726  | 721  |

| 1962 | 1968 | 1975 | 1982 | 1990 | 1999 | 2004  | 2006  | 2009  |
| ---- | ---- | ---- | ---- | ---- | ---- | ----- | ----- | ----- |
| 750  | 713  | 937  | 969  | 942  | 984  | 1 076 | 1 098 | 1 127 |

| 2014  | 2019  | 2022  | - | - | - | - | - | - |
| ----- | ----- | ----- | - | - | - | - | - | - |
| 1 099 | 1 057 | 1 054 | - | - | - | - | - | - |

Gœrsdorf a déjà compté autant et davantage d'habitants au XIXe siècle (source Insee) :
- 1801 : 736 ;
- 1826 : 1 046 ;
- 1831 : 1 107 ;
- 1841 : 1 113.

Ensuite, ce nombre se met à baisser (exode rural pour raisons très diverses).

### Cultes
- Culte catholique, communauté de paroisses Pays de Flekenstein[45], diocèse de Strasbourg.
- Culte protestant, paroisses de Goersdorf et Preuschdorf[46].

## Économie

### Entreprises et commerces

#### Agriculture
- Ferme, 48 rue de l'Eglise. Piédroit de la porte charretière, sculpté d'une roue et d'une fleur[47].

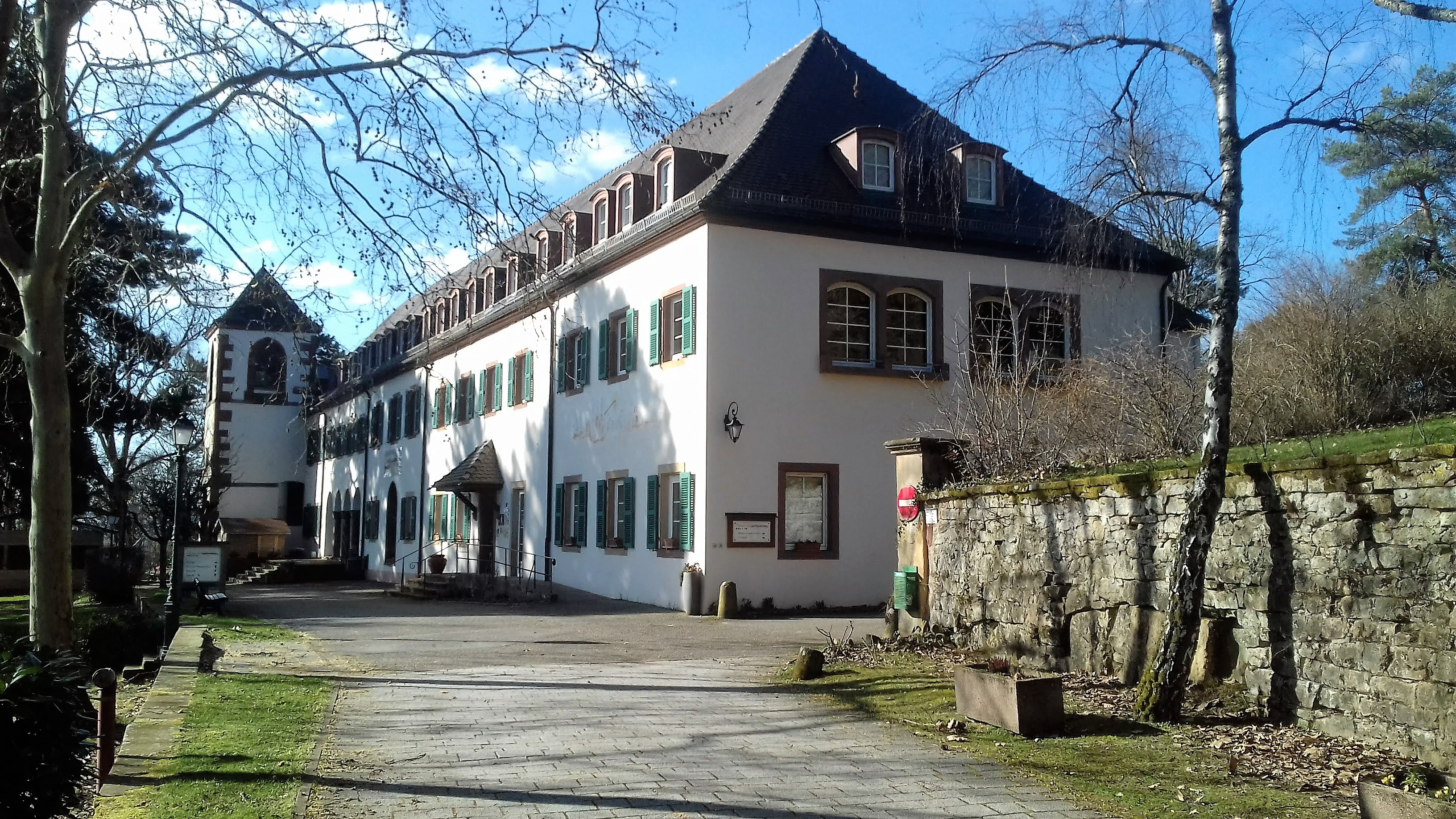
Couvent du Liebfrauenberg à Gœrsdorf.

- Culture et élevage.

#### Tourisme
- Château du Liebfrauenberg[48].
- Liebfrauenthal, hôtel et maison de repos[49].
- Ferme, restaurant A la Charrue d'or[50].
- Restauration[51], hébergement.
- Gîtes de France[52].

#### Commerces
- Moulin[53].
- Commerces et services de proximité[54].

## Culture locale et patrimoine

### Lieux et monuments

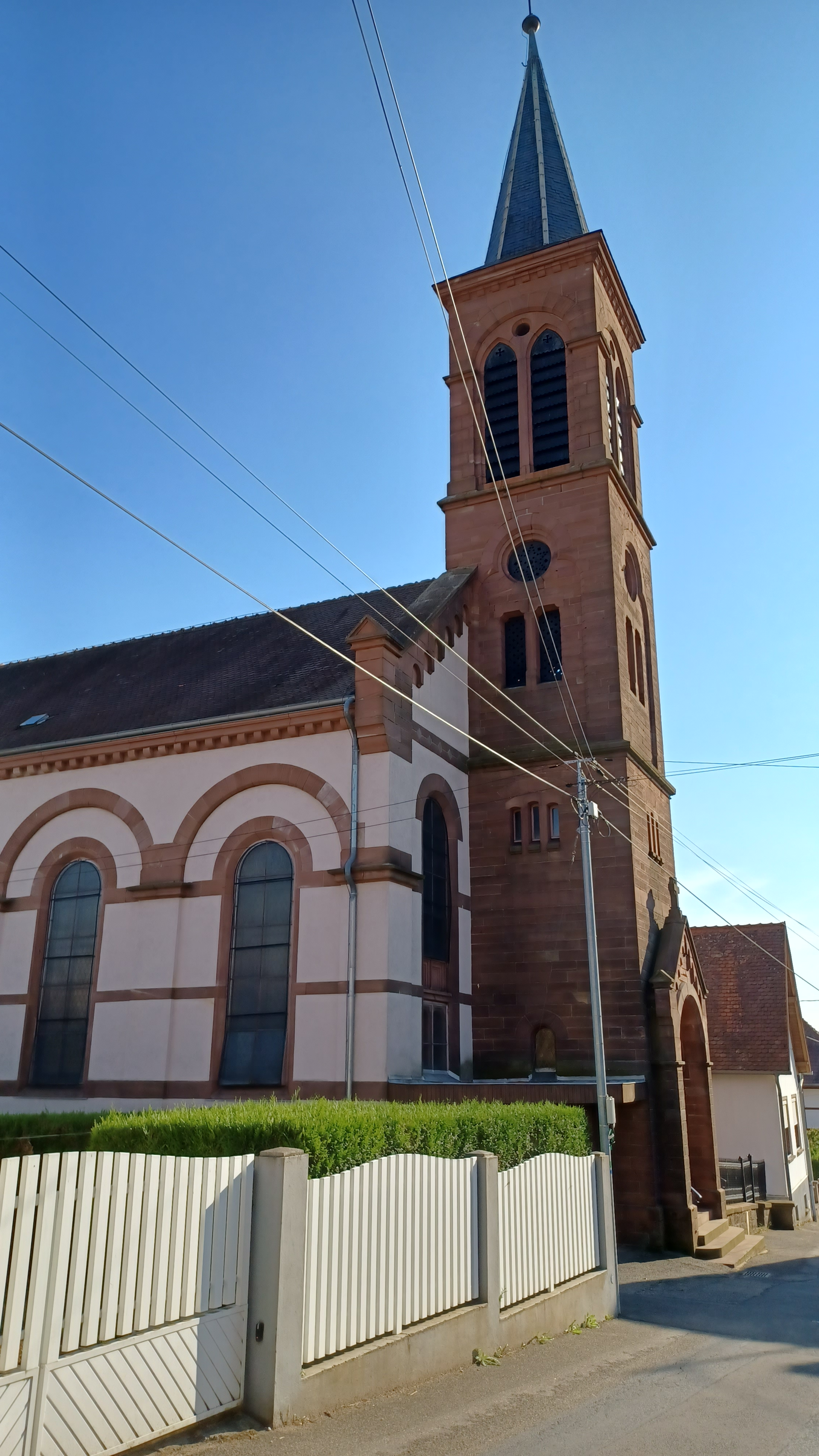
Église catholique Saint-Martin.
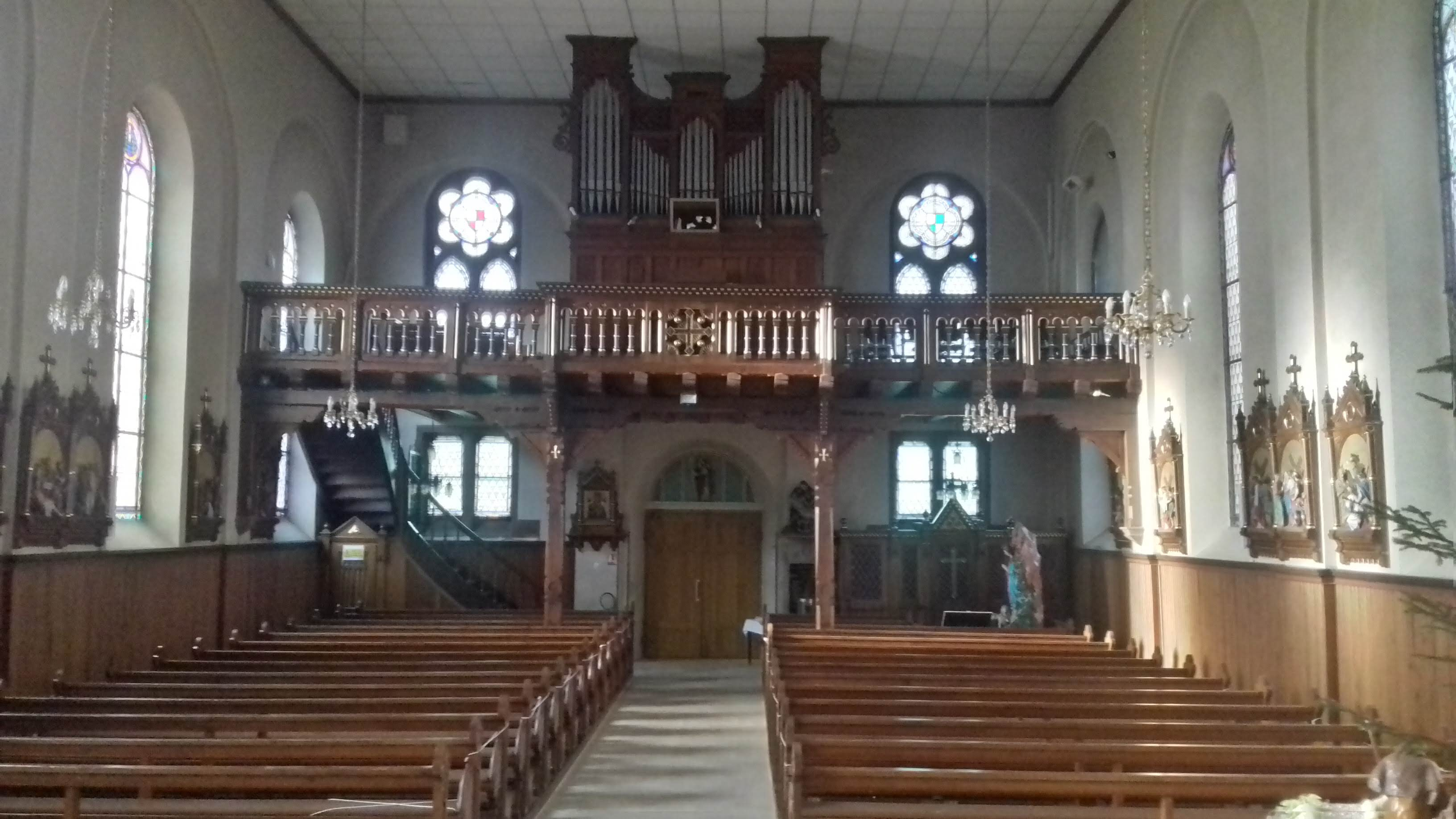
Buffet (vide) de l'orgue de l'église catholique Saint-Martin.
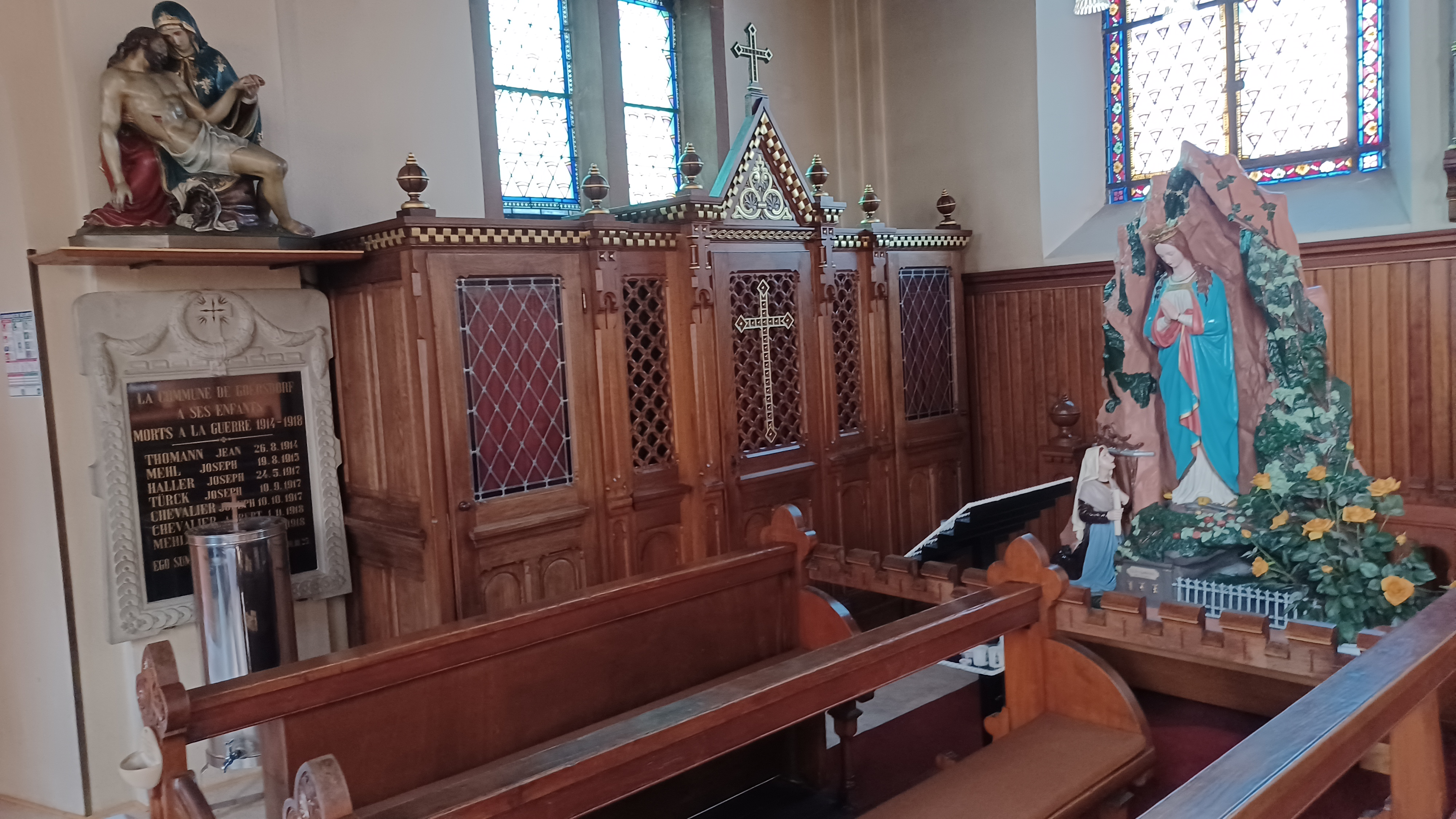
Confessionnal et plaque commémorative monument aux morts.
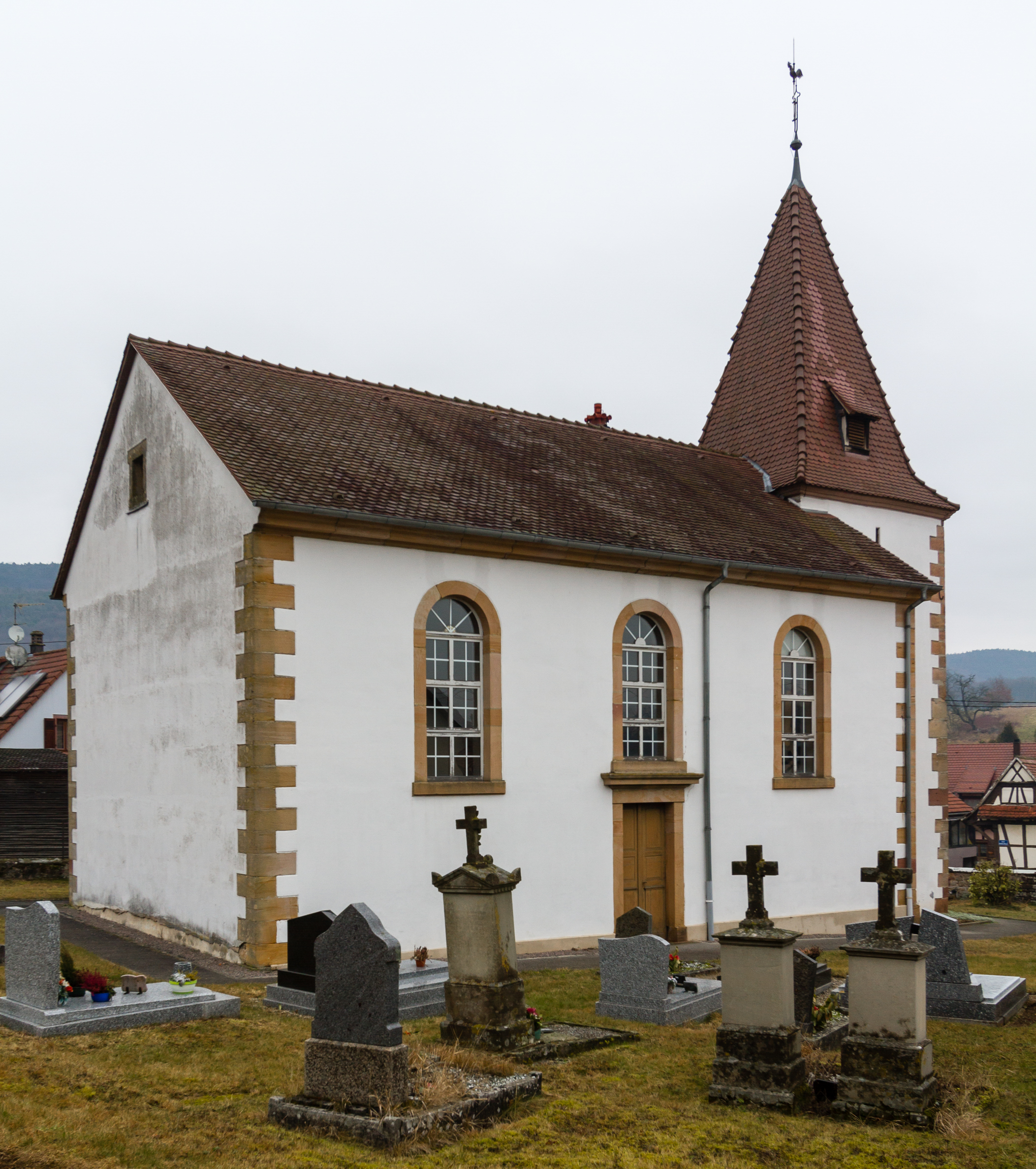
Église protestante de Mitschdorf.
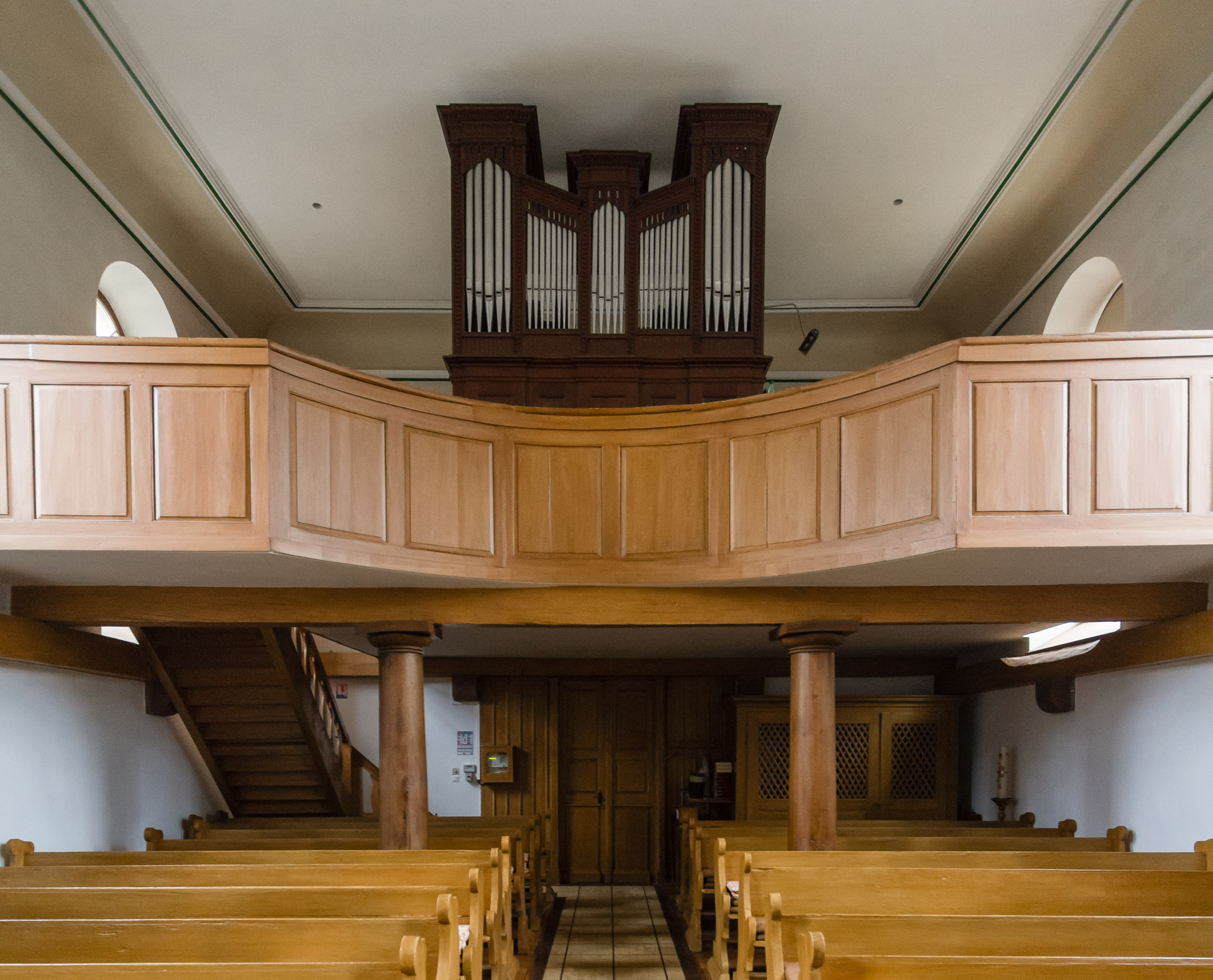
Orgue de l'église protestante.
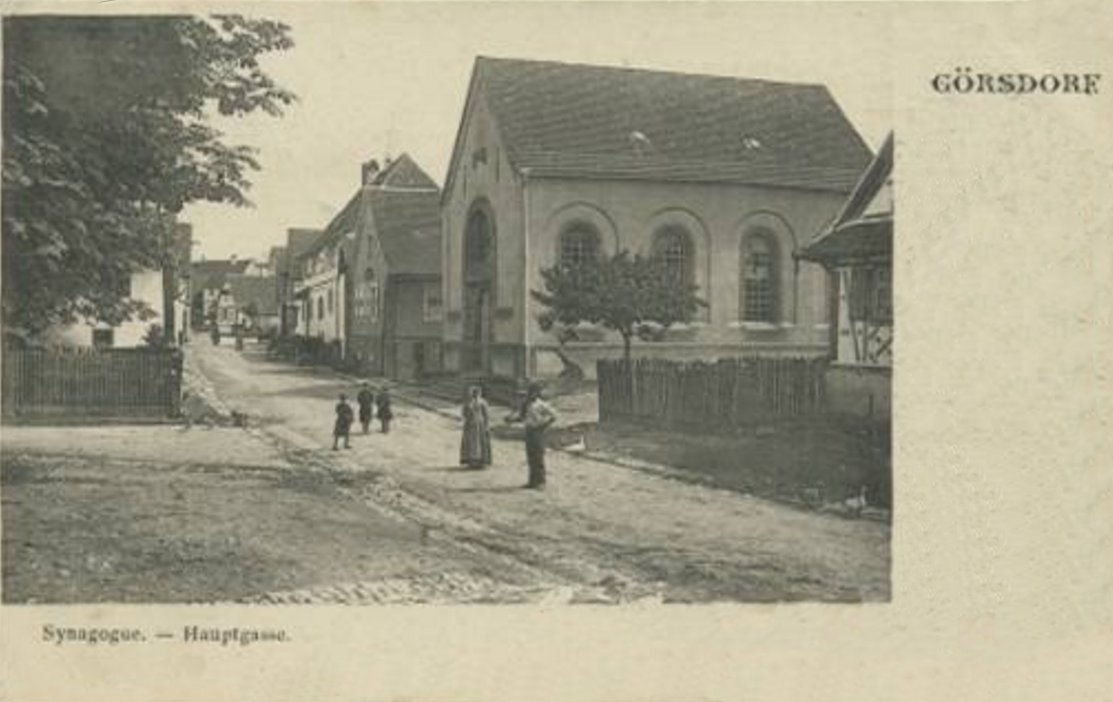
Synagogue en 1908.
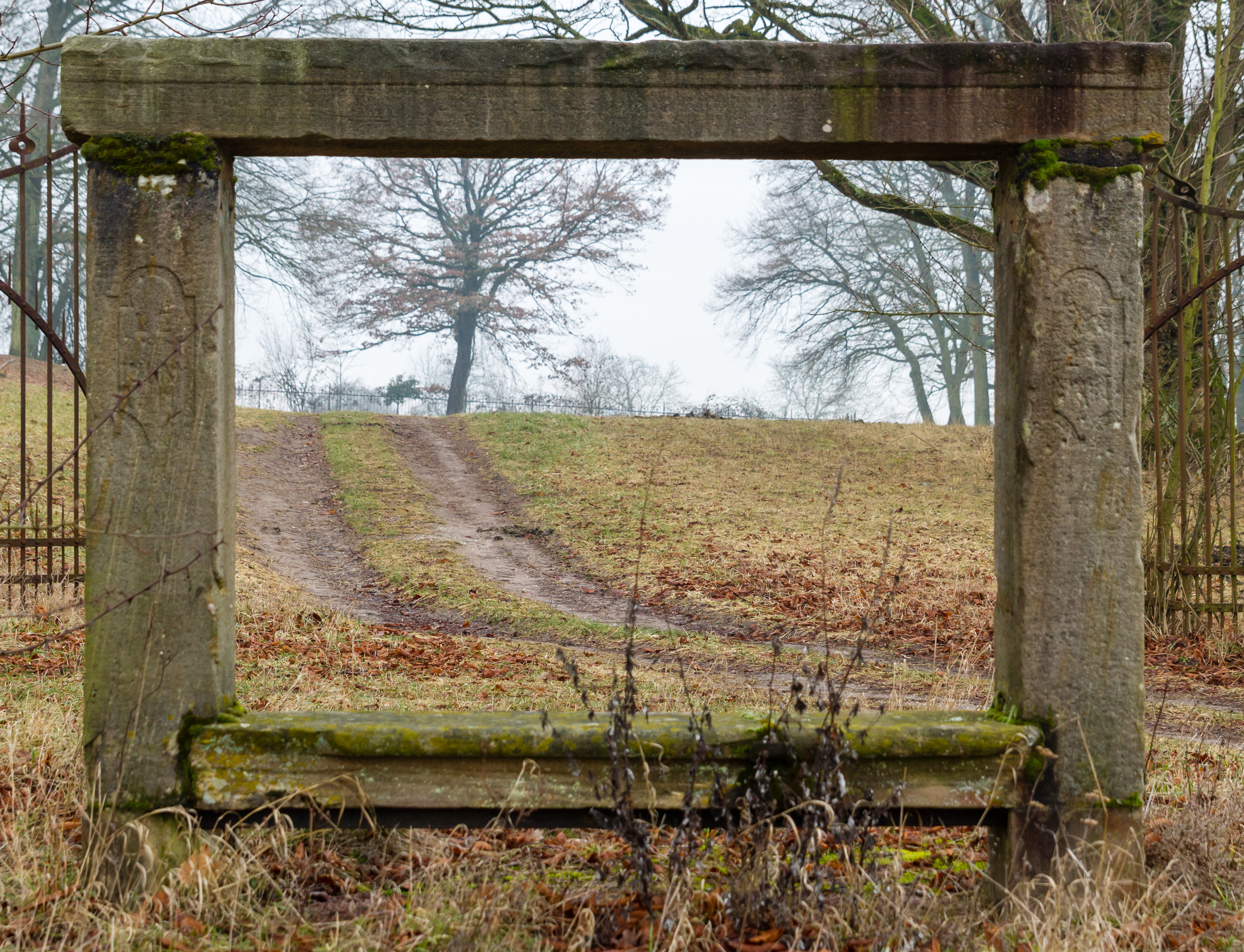
Banc-reposoir. Banc du roi de Rome.
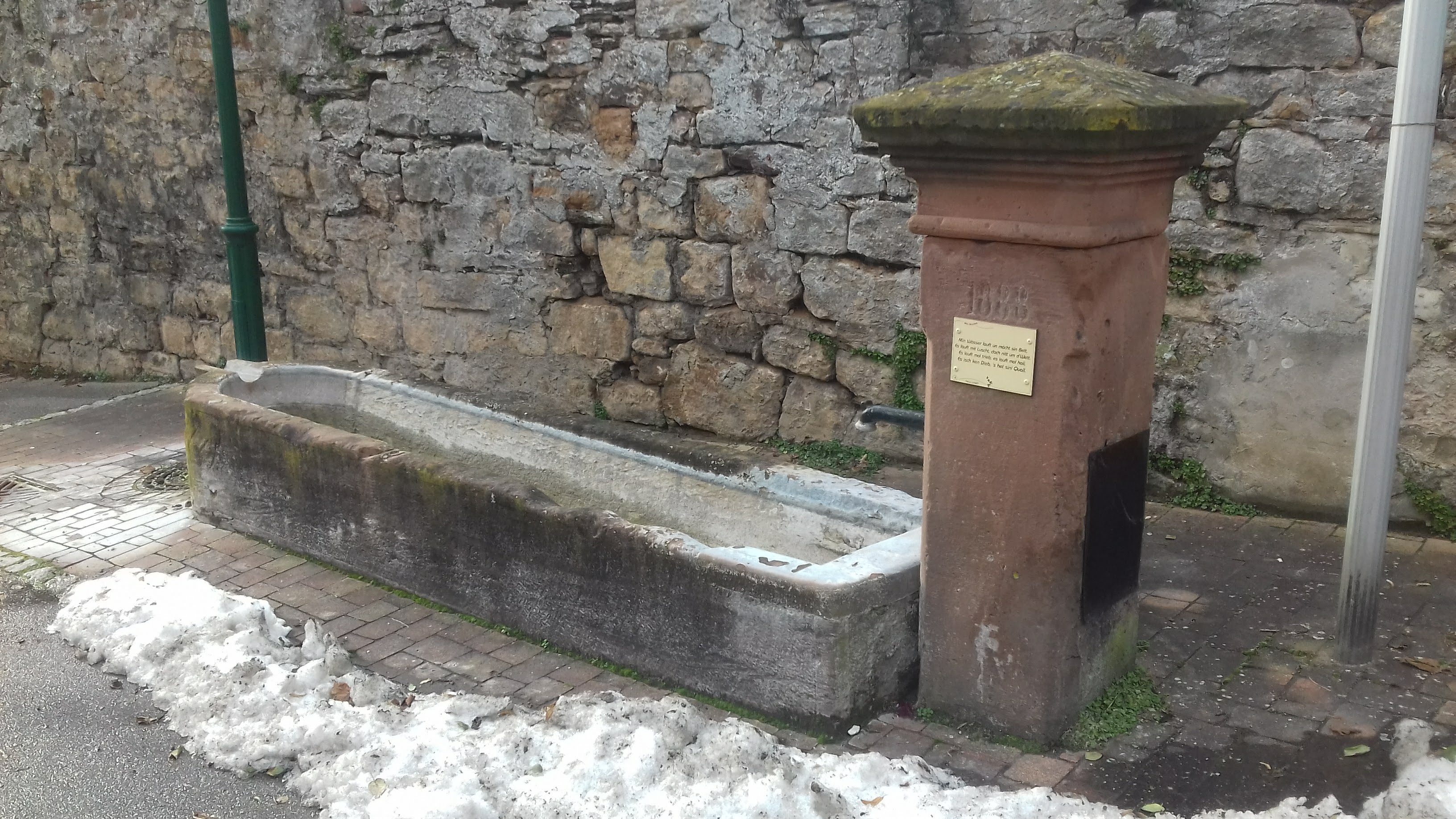
Fontaine.

- Église protestante de Mitschdorf.
- Église paroissiale Saint-Martin, actuellement temple[55]

Le mobilier de l'église paroissiale Saint-Martin.
* Dalle funéraire d'un membre de la famille Prechter.
* Dalle funéraire de Philip Scheid.
* Dalle funéraire de Rudolf Kips.
* Plaque funéraire.
* Chaire pastorale.
* Ensemble de deux aiguières de communion.
* Boîte à hosties protestante.
* Calice et patène protestants.
* Orgue Stiehr ; Mockers (facteurs d'orgues),,,,.
* Confessionnal.
- Église des Rois mages, temple[71].

Orgue,,.
- Église paroissiale Saint-Martin[75],[76]
- Chapelle protestante Notre-Dame-du-Chêne au Liebfrauenberg[77],[78].
- Église du pèlerinage Notre-Dame du Chêne[79].

Cloche d'Edel Matthieu (fondeur de cloches).
- Monuments commémoratifs :

Tombes cimetière.
Tombe / sépulture 1870-1871.
Tombe allemande.
Monument commémoratif de l'empereur Frédéric III.
Monument commémoratif des lieutenants Ludwig Haren et Philipp Reichsgraf von Wolkenstein-Rodenegg.
Stèles commémorant la mémoires des militaires impliqués dans la bataille de Frœschwiller-Wœrth (1870).
Monument aux morts.
- L'ancienne synagogue dont seuls quelques vestiges subsistent[88].
- Fontaines :
  - Fontaine-auge (D)[89].
  - Fontaine-auge (L)[90].
- Banc-reposoir dit banc du roi de Rome[91],[92].
- Maison de tonnelier[93].

### Personnalités liées à la commune
- Hans von Gersdorff († 1529), chirurgien strasbourgeois très probablement originaire de Gœrsdorf.
- Joseph Kuntz, littérateur et prêtre né à Gœrsdorf le 25 juillet 1850 et décédé le 7 janvier 1892 (Marie-Joseph Erb lui a dédié plusieurs œuvres pour piano)[94]. Créateur du journal « l'Elsässer » avec son mécène l'abbé Muller-Simonis (correction : Joseph Kuntz est né le 28 juillet 1850 à Goersdorf sous le prénom « Jacques » - décédé le 7 janvier 1898 à Reinsdarsmünster sa dernière paroisse).
- Jean-Baptiste Boussingault, chimiste, botaniste et agronome français, connu pour ses travaux de chimie agricole et pour la mise au point des premiers aciers au chrome.
- Jacques Wothké, prêtre compositeur et chanteur, curé de Gœrsdorf durant 35 ans.
- Christophe Dubuit, né le 28 mars 1970, journaliste, entrepreneur et PDG de Machines Dubuit.
- Les titulaires de la Légion d'honneur.

### Héraldique
| Blason de Gœrsdorf | Blason  | D'argent aux deux roses de gueules, pointées de sinople, tigées et feuillées du même, mouvant d'une champagne aussi de sinople chargée de trois étoiles d'or ordonnées 2 et 1. |
| Blason de Gœrsdorf | Détails | |